# Herzog von Medinaceli

Herzogswappen von Medinaceli

Herzog von Medinaceli ist ein spanischer Adelstitel, der im 14. Jahrhundert durch Standeserhöhung aus dem Titel des Grafen von Medinaceli geschaffen wurde. Erster Titelträger war Luis de la Cerda y de la Vega.

## Geschichte
Ferdinand de la Cerda, Sohn des Königs Alfons X. von Kastilien (1253–1275), erhob Anspruch auf den Thron seines Vaters; die Frage blieb bis ins 14. Jahrhundert hinein ungeklärt, bis der Erbe von Isabella de la Cerda, Bernal de Foix, den Titel eines Grafen von Medinaceli erhielt. Später erhob Königin Isabella I. den Grafen zum Herzog.

## Grafen von Medinaceli

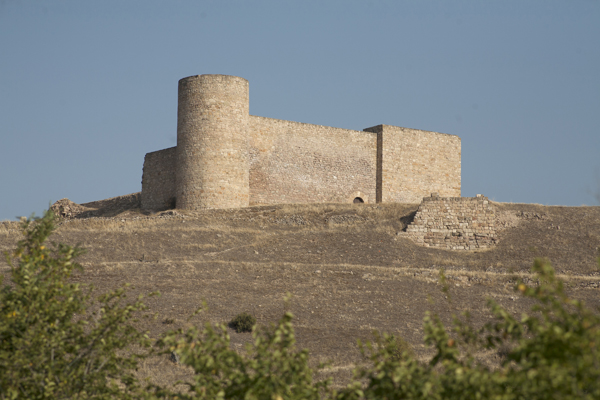
Castillo de Medinaceli

1. Bernal de Foix (1331–1391), el Bastardo de Béarn, unehelicher Sohn von Gaston Phoebus, Graf von Foix, 1. Graf von Medinaceli (1368); ⚭ Isabel de La Cerda, señora del Puerto de Santa María etc., Tochter von Luis de La Cerda, Comte de Clermont et de Talmont (Haus Burgund-Ivrea)
2. Gastón de Béarn y de la Cerda († 1404), dessen Sohn, 2. Graf von Medinaceli (um 1371–1404); ⚭ Mencía de Mendoza, Tochter von Pedro González de Mendoza, 1. Señor de Hita y Buitrago,
3. Luis de la Cerda y Mendoza († nach 1447) dessen Sohn, 3. Graf von Medinaceli; ⚭ ⚭ I Juana Sarmiento, Señora de Enciso, Tochter von Pedro Ruiz Sarmiento y Castilla, 4. Señor y 1. Conde de Salinas, ⚭ II Juana de Leiva
4. Gastón II. de la Cerda, dessen Sohn, 4. Graf von Medinaceli (1414–1454); ⚭ Leonor de la Vega y Mendoza, Señora de la villa de Cogolludo y su tierra, Tochter von Iñigo López de Mendoza, 1. Marqués de Santillana,

## Herzöge von Medinaceli

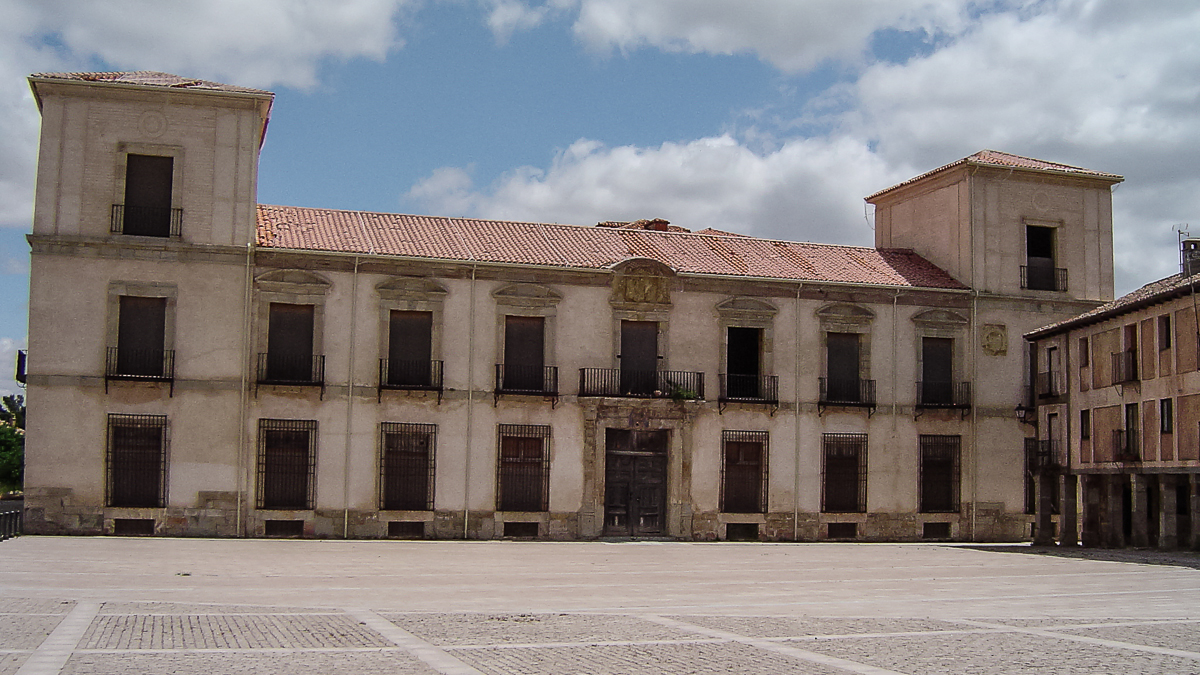
Herzoglicher Palast (Palacio Ducal) in Medinaceli

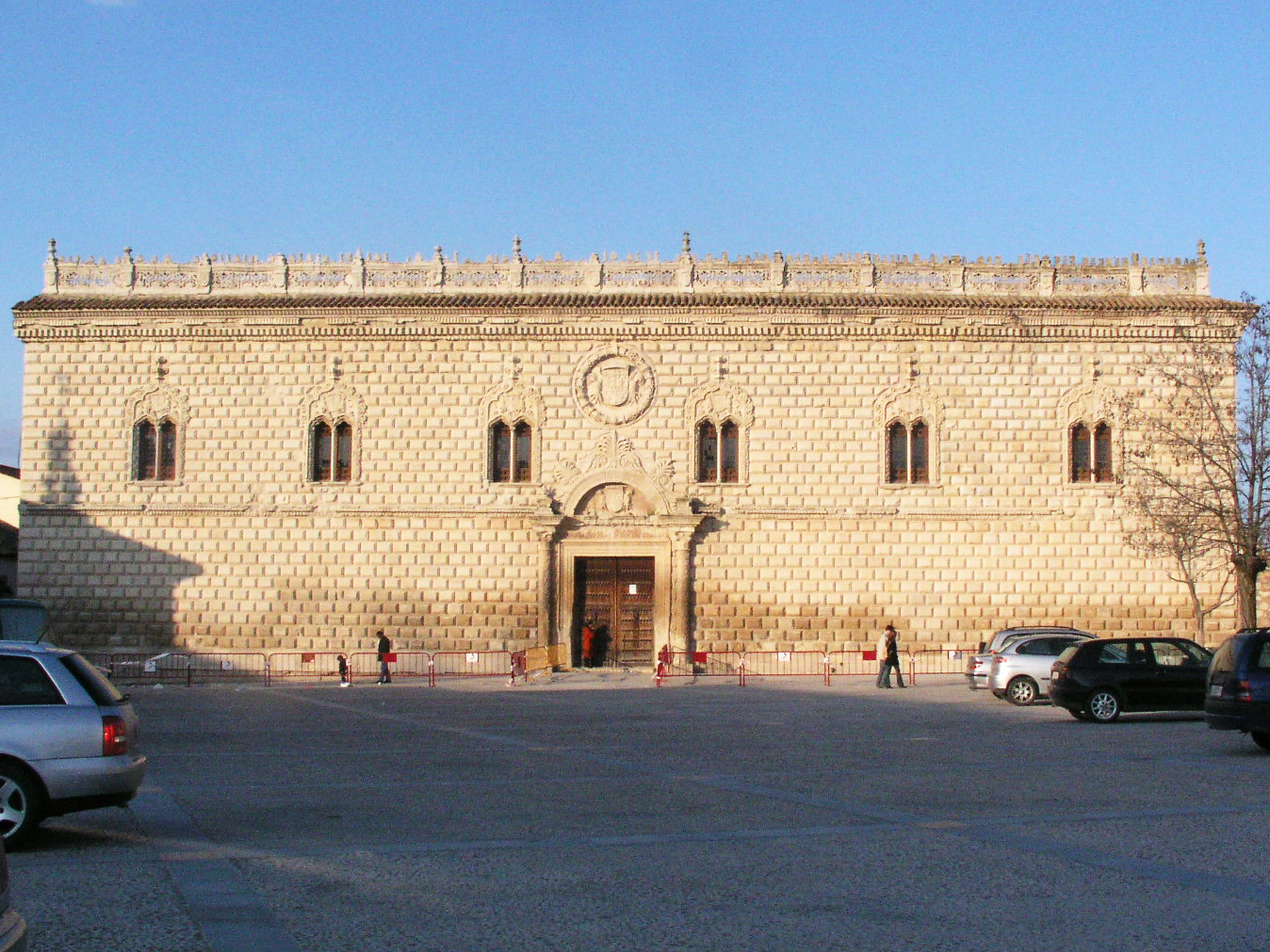
Palast der Herzöge von Medinaceli in Cogolludo

1. Luis de la Cerda y de la Vega († 1501), dessen Sohn, 1438 5. Graf und 1479 1. Duque de Medinaceli; ⚭ I Catalina Laso de Mendoza, señora de Valhermoso y Mondéjar, Tochter von Pedro Laso de Mendoza, señor de Mondéjar; ⚭ II Ana de Aragón y Navarra, uneheliche Tochter von Carlos de Navarra, Principe de Viana; ⚭ III Catalina Bique de Orejon, Tochter von Garci Alonso
2. Juan de la Cerda (1485–1544), dessen Sohn, 2. Duque de Medinaceli, 1520 Grande von Spanien; ⚭ I Mencía Manuel de Portugal, Tochter von Dom Affonso de Portugal, 1. Conde de Faro; ⚭ II María de Silva, Juan II de Silva, 3. Conde de Cifuentes etc.
3. Gastón III. de la Cerda (1504–1552), dessen Sohn, 3. Duque de Medinaceli; ⚭ María Sarmiento de la Cerda, Tochter von Diego Gómez Sarmiento de Villandrado, 3. Conde de Salinas y de Ribadeo,
4. Juan II. de la Cerda y Silva († 1575), dessen Bruder, 4. Duque de Medinaceli; ⚭ Joana Manuel, Tochter von Sancho I. de Noronha e Portugal, 2. Conde de Faro,
5. Juan III. Luis de la Cerda (1544–1594), dessen Sohn, 5. Duque de Medinaceli; ⚭ I Donna Isabella d’Aragona, Tochter von Don Antonio d’Aragona, 2. Duca di Montalto; ⚭ II Juana de la Lama, 4. marquesa de la Adrada, Tochter von Gonzalo Fernández de la Lama
6. Juan Luis Francisco de la Cerda y Aragón (1569–1607), dessen Sohn, 6. Duque de Medinaceli; ⚭ I Ana de la Cueva, Tochter von Gabriel de la Cueva, 5. Duque de Albuquerque (Haus La Cueva); ⚭ II Antonia de Toledo y Dávila, Tochter von Gómez Dávila y de Toledo, 2. Marqués de Velada,
7. Antonio Juan de la Cerda y Toledo (1607–1671), dessen Sohn, 7. Duque de Medinaceli; ⚭ Ana Francisca Luisa Portocarrero, 5. Duquesa de Alcalá de los Gazules, Tochter von Pedro Enríquez Girón de Ribera
8. Juan Francisco II. Tomás Lorenzo de la Cerda Enriquez de Ribera y Portocarrero (1637–1691), dessen Sohn, 8. Duque de Medinaceli; ⚭ Catalina Antonia de Aragón Folch de Cardona Fernández de Córdoba Sandoval Manrique de Padilla y Acuña, 8. Duquesa de Segorbe, 9. Duquesa de Cardona, 5. Duquesa de Lerma, Tochter von Luis Ramón Folch de Aragón Córdoba y Cardona, 6. Duque de Segorbe, 7. Duque de Cardona
9. Luis Francisco III. Domingo Bernardo José Andrés de la Cerda de Aragón Folch de Cardona Fernández de Córdoba Sandoval Enríquez Afán de Ribera Manrique de Padilla Acuña Portocarrero Cárdenas y Álvarez de Toledo (1654–1711), dessen Sohn, 9. Duque de Medinaceli, 9. Duque de Segorbe, 10. Duque de Cardona, 7. Duque de Alcalá de los Gazules; ⚭ María de las Neves Girón y Sandoval, Tochter von Gaspar Téllez-Girón y Sandoval, 5. Duque de Osuna
10. Nicolás María Luis Juan Francisco Antonio Agustín Blas Francisco Solano Anastadio Diego Gervasio Protasio Clemente Benito Bibiano Fernández de Córdoba Figueroa y Aguilar (1682–1739), dessen Neffe, 10. Duque de Medinaceli; ⚭ Joaquina Ana Teresa Antonia Vicenta Melchora Gaspara Baltasara Dominga Nicolasa Zenobia Spínola y de la Cerda, Tochter von Carlo Filippo Antonio Spínola y Colónna, 4. Marqués de los Balbases, Duca di Sesto
11. Luis Antonio Fernández de Córdoba y de la Cerda (1704–1768), dessen Sohn, 11. Duque de Medinaceli, 9. Duque de Feria, 11. Duque de Segorbe, 12. Duque de Cardona, 9. Duque de Alcalá de los Gazules, 8. Duque de Lerma; ⚭ I Maria Teresa de Moncada y Benavides, 9. Duquesa de Camiña, Tochter von Guillén Ramón VII de Moncada Portocarrero Meneses y Benavides, 7. Duque de Camiña; ⚭ II María Francisca Pignatelli de Aragón y Gonzaga, Tochter von Juan Joaquín Atanasio Pignatelli Fernández de Heredia y Moncayo
12. Pedro de Alcántara Luis Fernández de Córdoba Figueroa de la Cerda y Moncada (1730–1789), dessen Sohn, 12. Duque de Medinaceli, 12. Duque de Segorbe, 13. Duque de Cardona, 10. Duque de Alcalá de los Gazules, Duque de Lerma; ⚭ I Maria Francesca Gonzaga, Tochter von Francesco Gonzaga, 1. Duque de Solferino; ⚭ II Maria Petronila de Álcantara Pimentel Cernesio y Guzmán, 7. Marquesa de Malpica, Tochter von Joaquín María Pimentel, 13. Duque de Medina de Rioseco,
13. Luis María de le Soledad Fernández de Córdoba Figueroa y Gonzaga (1749–1806), dessen Sohn, 13. Duque de Medinaceli, 12. Duque de Feria, 13. Duque de Segorbe, 14. Duque de Cardona, 11. Duque de Alcalá de los Gazueles, 10. Duque de Camiña, Duque de Lerma; ⚭ Joaquina de Benavides y Pacheco, 3. Duquesa de Santísteban del Puerto, Tochter von Francisco Javier Juan Pacheco Téllez-Girón, 6. Duque de Uceda,
14. Luis Joaquín Fernández de Córdoba Figueroa de la Cerda y Benavides (1780–1840), dessen Sohn, 14. Duque de Medinaceli, 13. Duque de Feria, 12. Duque de Alcalá de los Gazules, 14. Duque de Segorbe, 15. Duque de Cardona, Duque de Lerma, 11. Duque de Camiña; ⚭ Maria de la Concepcion Ponce de Léon y Carvajal, Tochter von Antonio María Ponce de León y Dávila Carrillo de Albornoz, 4. Duque de Montemar
15. Luis Antonio Tomás de Villanueva Fernández de Córdoba Figueroa de la Cerda y Ponce de León (1813–1873) dessen Sohn, 15. Duque de Medinaceli, 16. Duque de Feria, 13. Duque de Alcalá de los Gazules, 15. Duque de Segorbe, 16. Duque de Cardona, Duque de Lerma, 12. Duque de Camiña; ⚭ Angela Perez de Barradas y Bernuy, 1. Duquesa de Denia y de Tarifa, Tochter von ernando Pérez de Barradas Arias de Saavedra Fernández de Henestrosa, 8. Marqués de Peñaflor
16. Luis Fernández de Córdoba y Pérez de Barrados (1851–1879), dessen Sohn, 16. Duque de Medinaceli, 17. Duque de Feria, 14. Duque de Alcalá de los Gazules, 16. Duque de Segorbe, 17. Duque de Cardona, Duque de Lerma, 13. Duque de Camiña; ⚭ I Maria Luisa FitzJames y Portocarrero, 19. Duquesa de Montoro, Tochter von Jacobo Luis Francisco Pablo Rafael Fitz-James Stuart y Ventimiglia Álvarez de Toledo, 8. Duque de Berwick, 8. Duque de Liria y Xérica, 15. Duque de Alba de Tormes, Duque de Huéscar, Duque de Montoro, Conde-Duque de Olivares; ⚭ II Casilda de Salabert y de Arteaga, 11. Duquesa de Ciudad Real, Tochter von Narciso Manuel Juan Gualberto Mariano de Salabert y Pinedo
17. Luis Jesús María Fernández de Córdoba Figueroa de la Cerda y Salabert Aragón Folch de Cardona Enríquez de Ribera Sandoval y Rojas Córdoba Manrique de Padilla y Acuña Moncada Portocarrero Enríquez de Noroña Meneses Benavides de la Cueva Dávila y Corella Arias de Saavedra Pardo Tavera y Ulloa (1879–1956), dessen Sohn, 17. Duque de Medinaceli, 17. Duque de Feria, 17. Duque de Segorbe, 18. (17.) Duque de Cardona, 15. Duque de Alcalá de los Gazules, 15. Duque de Lerma, 14. (17.) Duque de Camiña, 7. Duque de Santísteban del Puerto, 12. Duque de Ciudad Real; ⚭ Ana Fernandez de Henestrosa y Gayoso de los Cobos, Tochter von Ignacio Fernández de Henestrosa y Ortiz de Mioño, C. Conde de Moriana del Río,

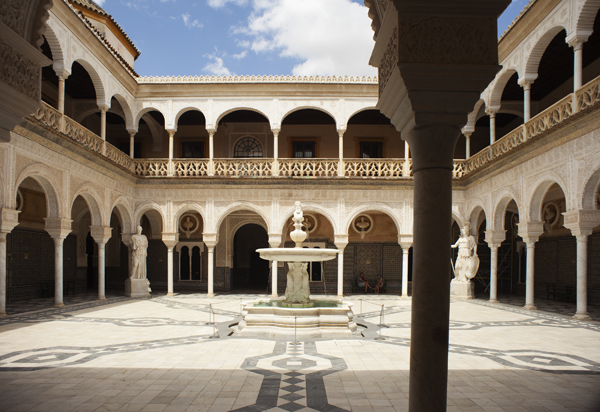
Casa de Pilatos, Sevilla, heutige Hauptresidenz

18. Casa de Pilatos, Sevilla, heutige HauptresidenzVictoria Eugenia Fernández de Córdoba y Fernández de Henestrosa (1917–2013), dessen Tochter, 18. Duquesa de Medinaceli, 17. (18.) Duquesa de Alcalá de los Gazules, 3. Duquesa de Denia, 3. Duquesa de Tarifa, 15. (18.) Duquesa de Camiña, 13. Duquesa de Ciudad Real, 18. Duquesa de Feria, 18. Duquesa de Segorbe, 8. Duquesa de Santísteban del Puerto; ⚭ Rafael de Medina y de Villalonga
19. Prinz Marco zu Hohenlohe-Langenburg y Medina (* 1962, gest. 19. August 2016[1]), 19. Duque de Medinaceli usw., Enkel der Vorigen (Sohn der Ana de Medina y Fernández de Córdoba, 9. Condesa de Ofalia, und des Maximilian Prinz zu Hohenlohe-Langenburg).
20. Victoria Elisabeth Prinzessin zu Hohenlohe-Langenburg, geboren 17. März 1997 in Málaga, 20. Duquesa de Medinaceli usw., Tochter des Prinz Marco zu Hohenlohe-Langenburg und der Sandra Schmidt-Polex.[2]